# Ivan Bach
Ivan Bach bio je hrvatski povjesničar umjetnosti. Rođen je u Zagrebu 1910. godine, a u Zagrebu je i umro 1983.godine. Na Filozofskom fakultetu u Zagrebu diplomirao je povijest umjetnosti i klasičnu arheologiju. Doktorirao je 1939. godine s temom »Antikni figuralni bronsani predmeti Arheološko-historijskog muzeja u Zagrebu«.
Prvi je od naših povjesničara umjetnosti koji se potpuno posvetio proučavanju i vrednovanju djela primijenjene umjetnosti, prije svega zlatarstva i metalnih predmeta (kasnije se za ovo područje opredijelio i Ivo Lentić). Zanimao se i za konzerviranje restauriranje metala. Praktično je cijeli radni vijek, uz svega nekoliko prekida, proveo u Muzeju za umjetnost i obrt u Zagrebu, gdje je radio od 1937. do 1973. godine.
Nakon Drugog svjetskog rata bio je član poslijeratnih restitucijskih komisija za povrat umjetnina i spomenika kulture iz Mađarske i Austrije, a bio je i predsjednik Komiteta Istok—Zapad jugoslavenske komisije Internacionalnog muzejskog vijeća u
razdoblju od 1958. do 1966. godine.

## Izbor iz bibliografije Ivana Bacha
Artur Schneider : (1879-1946), Radovi Odsjeka za povijest umjetnosti, Sv.7 (1981-), str. 73-77
Iz Muzeja za umjetnost i umjetnički obrt,Narodna starina, Knj.14 (1935), 35(1/2), str. 93-99
Povlastice i pravila varaždinskog zlatarskog ceha 1613. godine ,Starine, Knj. 49 (1959.), str. 235-246
Prilog povijesti zlatarstva u Zagrebu ,Iz starog i novog Zagreba / [urednici Franjo Buntak... et al.], 2, / [prijevodi Marija Plohl ... et al. ; fotografije Vladimir Bradač ... et al.] Sv. 2; str. 171-182
Radovi augsburških zlatara Gottlieba Menzela i Johanna Heinricha Menzela iz 1736-1737. godine u Biskupskom dvoru u Đakovu ,Peristil, 1960, 3, str. 59-62
Restauriranje kositrenog cehovskog vrča iz 1691. godine u Muzeju za umjetnost i obrt u Zagrebu ,Zbornik zaštite spomenika, Knj.15 (1964), str. 105-108
Satovi s oznakama zagrebačkih urara u Muzeju grada Zagreba,Iz starog i novog Zagreba / [urednici Franjo Buntak... et al.], 4, Sv. 4; str. 143-154; tab. XXXVI-XXXIX
Tablica zagrebačkog kaptolskog velikog ceha iz kraja XVII. stoljeća ,Bulletin Instituta za likovne umjetnosti VII odjela, God.4 (1956), 8, str. 19-22
Varaždinski zlatari Juraj Kunić (oko 1777 - 1831) i njegov sin Vinko (1801 - poslije 1841),Radovi Instituta za povijest umjetnosti Sveučilišta u, [God.]7 (1983), Ivanu Bachu u spomen str. 14-79
Zlatarski radovi u Riznici Zagrebačke katedrale sa žigovima mariborskih i zagrebačkih majstora VIII. stoljeća ,Tkalčićev zbornik : zbornik radova posvećenih sedamdesetogodišnjici Vladimira / <glavni urednik Ivan Bach>, Sv. 2, (sv. 2) str. 257-280 ( [7] tab. s ilustr.)
Zlatarski žigovi na nekim predmetima u Zadru i Ninu ,Prilozi povijesti umjetnosti u Dalmaciji, [God.]21 (1980), Fiskovićev zbornik I str. 515-524

## Vanjske poveznice
- Bibliografija Ivana Bacha